# Franco Migliacci
Franco Migliacci connu aussi sous le nom de Francesco Migliacci, né à Mantoue le 28 octobre 1930 et mort à Rome le 15 septembre 2023, est un parolier, réalisateur artistique et acteur italien.

## Biographie
Franco Migliacci étudie à Florence, où sa famille est établie.
Il remporte un concours de jeunes acteurs et gagne un séjour de trois jours à Cinecittà et un rôle modeste dans un film réalisé par Nino Taranto. Il s'installe à Rome et rejoint le monde du cinéma où il joue de petits rôles dans environ 18 films.
En 1958, avec Domenico Modugno, Franco Migliacci co-écrit la chanson Nel blu dipinto di blu connue aussi sous le nom Volare, qui est devenue l'une des chansons italiennes plus connues dans le monde.
Il continue à composer des chansons et a produit de nombreux artistes tout au long de sa carrière.
Par la suite, il joue plusieurs fois dans des séries dramatiques pour la télévision et la radio italienne et devient l'illustrateur de la revue pour enfants The Pioneer, dirigée par Gianni Rodari.
Franco Migliacci est mort dans une clinique de Rome le 15 septembre 2023 à l'âge de 92 ans.

## Filmographie
- 1952 : Carica eroica de Francesco De Robertis
- 1953 : Le Chemin de l'espérance (Il viale della speranza) de Dino Risi
- 1953: Amours d'une moitié de siècle, réalisation Pietro Germi
- 1953 : Une fille formidable, réalisation Mauro Bolognini
- 1954 : L'Art de se débrouiller, réalisation Luigi Zampa
- 1955 : Non scherzare con le donne, réalisation Giuseppe Bennati
- 1956 : Serenata al vento, réalisation Luigi De Marchi
- Una voce una chitarra un po' di luna, réalisation Giacomo Gentilomo (1956)
- 1957 : Ces sacrés étudiants (Noi siamo le colonne) de Luigi Filippo D'Amico
- Ho amato una diva, réalisation Luigi De Marchi (1957)
- Vivendo, cantando che male ti fo?, réalisation Marino Girolami (1957)
- 1958 : Giovane canaglia, réalisation Giuseppe Vari
- 1958 : Voleur et Voleuse, réalisation Luigi Zampa (1958)
- 1959 : Le Don Juan des bas-fonds (Nel blu dipinto di blu) réalisation Piero Tellini
- 1963 : Tutto è musica, réalisation Domenico Modugno, scénario et mise en scène
- 1967 : Est-ce amour ou est-ce magie ?, réalisation Duccio Tessari, mise en scène
- 1972 : Heidi a scuola, réalisation Isao Takahata, musique

## Chansons écrites par Franco Migliacci
| Année | Titre                                                           | Paroles                                      | Musique                                | Interprètes                                      |
| ----- | --------------------------------------------------------------- | -------------------------------------------- | -------------------------------------- | ------------------------------------------------ |
| 1958  | Nel blu dipinto di blu                                          | Franco Migliacci e Domenico Modugno          | Domenico Modugno                       | Domenico Modugno e Johnny Dorelli                |
| 1958  | Io                                                              | Franco Migliacci e Domenico Modugno          | Domenico Modugno                       | Domenico Modugno                                 |
| 1958  | Pasqualino maragià                                              | Franco Migliacci e Domenico Modugno          | Domenico Modugno                       | Domenico Modugno                                 |
| 1959  | Farfalle                                                        | Franco Migliacci e Domenico Modugno          | Domenico Modugno                       | Domenico Modugno                                 |
| 1959  | Tintarella di luna                                              | Franco Migliacci                             | Bruno De Filippi                       | Mina e I Campioni                                |
| 1960  | Libero                                                          | Franco Migliacci e Domenico Modugno          | Domenico Modugno                       | Domenico Modugno e Teddy Reno                    |
| 1960  | Un delitto perfetto d'amor                                      | Franco Migliacci                             | Flavio Carraresi                       | Maria Monti                                      |
| 1960  | Pissi pissi, bao bao                                            | Franco Migliacci                             | Gianni Meccia                          | Gianni Meccia                                    |
| 1960  | Più sola                                                        | Franco Migliacci                             | Domenico Modugno                       | Domenico Modugno                                 |
| 1960  | Olympia                                                         | Franco Migliacci                             | Domenico Modugno                       | Domenico Modugno                                 |
| 1960  | Nel bene e nel male                                             | Franco Migliacci e Domenico Modugno          | Domenico Modugno                       | Domenico Modugno                                 |
| 1960  | Hello amore                                                     | Franco Migliacci e Domenico Modugno          | Domenico Modugno                       | Domenico Modugno                                 |
| 1960  | Selene                                                          | Franco Migliacci e Domenico Modugno          | Domenico Modugno                       | Domenico Modugno                                 |
| 1960  | Notte lunga notte                                               | Franco Migliacci                             | Enrico Polito                          | Domenico Modugno                                 |
| 1960  | Te quiero qua qua                                               | Franco Migliacci                             | Gianni Marchetti                       | Miranda Martino                                  |
| 1960  | Il pullover                                                     | Franco Migliacci                             | Gianni Meccia                          | Gianni Meccia                                    |
| 1960  | Patatina                                                        | Franco Migliacci e Gianni Meccia             | Gianni Meccia                          | Gianni Meccia e Wilma De Angelis                 |
| 1961  | Indovina, indovina                                              | Franco Migliacci                             | Enrico Polito                          | Rosario Borelli                                  |
| 1961  | L'ultima lettera                                                | Franco Migliacci e Gianni Meccia             | Gianni Meccia                          | Gianni Meccia                                    |
| 1961  | Dove c'era una volta                                            | Franco Migliacci e Gianni Meccia             | Enrico Polito                          | Gianni Meccia                                    |
| 1961  | Io lavoro                                                       | Franco Migliacci e Gianni Meccia             | Gianni Meccia                          | Gianni Meccia                                    |
| 1962  | Notte infinita                                                  | Franco Migliacci                             | Cravero, Peter Tevis                   | Peter Tevis                                      |
| 1962  | La ragazza di via Frattina                                      | Franco Migliacci                             | Gianni Meccia                          | Gianni Meccia                                    |
| 1962  | Addio....addio                                                  | Franco Migliacci e Domenico Modugno          | Domenico Modugno                       | Domenico Modugno e Claudio Villa                 |
| 1962  | Quattro vestiti                                                 | Franco Migliacci                             | Ennio Morricone                        | Milva                                            |
| 1962  | Quello che è stato è stato                                      | Franco Migliacci                             | Jimmy Fontana                          | Jimmy Fontana                                    |
| 1962  | Megli il madison                                                | Franco Migliacci (Camucia)                   | Luis Enriquez Bacalov                  | Gianni Morandi                                   |
| 1962  | Fino alla fine                                                  | Franco Migliacci (Camucia)                   | Joaquin Prieto                         | Donatella Moretti                                |
| 1962  | Attento a te                                                    | Franco Migliacci                             | Enrico Polito                          | Donatella Moretti, Ornella Vanoni                |
| 1962  | Fatti mandare dalla mamma a prendere il latte                   | Franco Migliacci                             | Luis Enriquez Bacalov                  | Gianni Morandi                                   |
| 1963  | È colpa mia                                                     | Franco Migliacci (Camucia)                   | Linda Gertz                            | Gianni Morandi                                   |
| 1963  | Ho chiuso le finestre                                           | Franco Migliacci                             | Luis Enriquez Bacalov                  | Gianni Morandi                                   |
| 1963  | Dal più profondo di quest'anima                                 | Franco Migliacci                             | Ennio Morricone                        | Gian Montaldo                                    |
| 1963  | Meglio Stasera                                                  | Franco Migliacci                             | Henry Mancini                          | Miranda Martino                                  |
| 1963  | Verrà la luna                                                   | Franco Migliacci e Gianni Meccia             | Piero Umiliani                         | Gianni Meccia                                    |
| 1963  | Sole non calare mai                                             | Franco Migliacci e Gianni Meccia             | Piero Umiliani                         | Gianni Meccia                                    |
| 1963  | La mia ragazza                                                  | Franco Migliacci e Gianni Meccia             | Gianni Meccia e Gianni Meccia          | Gianni Morandi                                   |
| 1963  | Che m'importa del mondo                                         | Franco Migliacci                             | Luis Enriquez Bacalov                  | Rita Pavone                                      |
| 1963  | Pussy                                                           | Franco Migliacci                             | Luis Enriquez Bacalov                  | Jimmy Fontana                                    |
| 1963  | Chitarra disperata                                              | Franco Migliacci                             | Mario Rigual                           | Los Hermanos Rigual                              |
| 1963  | La più bella della spiaggia                                     | Franco Migliacci                             | Carlos Rigual                          | Los Hermanos Rigual                              |
| 1963  | Come te non c'è nessuno                                         | Franco Migliacci                             | Enrico Polito e Oreste Vassallo        | Rita Pavone                                      |
| 1963  | Blanca como paloma                                              | Franco Migliacci                             | Guido Cenciarelli                      | Los Hermanos Rigual                              |
| 1964  | Amico Piero                                                     | Franco Migliacci                             | Giulia De Mutiis                       | Gianni Morandi                                   |
| 1964  | Ti ricordo col bikini                                           | Franco Migliacci                             | Enrico Polito                          | Gianni Morandi                                   |
| 1964  | Sono tanto solo                                                 | Franco Migliacci                             | Lee Morris                             | Gianni Morandi                                   |
| 1964  | In ginocchio da te                                              | Franco Migliacci                             | Bruno Zambrini                         | Gianni Morandi                                   |
| 1964  | Per una notte no                                                | Franco Migliacci                             | Armando Trovajoli                      | Gianni Morandi                                   |
| 1964  | Passo su passo                                                  | Franco Migliacci                             | Umberto Bindi                          | Claudio Villa, Peggy March                       |
| 1964  | Una rotonda sul mare                                            | Franco Migliacci                             | Pietro Faleni                          | Fred Bongusto                                    |
| 1964  | Non son degno di te                                             | Franco Migliacci                             | Bruno Zambrini                         | Gianni Morandi                                   |
| 1964  | Quando sarai lontana                                            | Franco Migliacci                             | Ennio Morricone                        | Gianni Morandi                                   |
| 1964  | Penso a te                                                      | Franco Migliacci                             | Ennio Morricone                        | Catherine Spaak                                  |
| 1964  | Dà Retta A Me                                                   | Franco Migliacci                             | Mantovani                              | Giancarlo Guardabassi                            |
| 1964  | Sulla Terra Ho Solo Te                                          | Franco Migliacci                             | Mantovani                              | Giancarlo Guardabassi                            |
| 1964  | Gli occhi tuoi sono blu                                         | Franco Migliacci                             | Bruno Zambrini                         | Peggy March                                      |
| 1964  | Ora che abbiamo litigato                                        | Franco Migliacci                             | Andrea Bernabini                       | Peggy March                                      |
| 1964  | A Milano non crescono fiori                                     | Franco Migliacci                             | Gino Paoli                             | Gino Paoli                                       |
| 1964  | Le tue nozze                                                    | Franco Migliacci                             | Bruno Zambrini]                        | Edoardo Vianello                                 |
| 1964  | Tutto l'amore del mondo                                         | Franco Migliacci                             | Luis Enriquez Bacalov                  | Rosy                                             |
| 1964  | L'ultimo appuntamento                                           | Franco Migliacci                             | Luis Enriquez Bacalov                  | Miranda Martino                                  |
| 1964  | Io Non Ti Ho Saputo Amare                                       | Franco Migliacci                             | Luis Enriquez Bacalov                  | Giancarlo Guardabassi                            |
| 1964  | Vado da lei                                                     | Franco Migliacci                             | Luis Enriquez Bacalov                  | Michele                                          |
| 1964  | Sulamente 'A Mia (Solamente Mia)                                | Franco Migliacci                             | Bruno Zambrini                         | Giancarlo Guardabassi                            |
| 1964  | Peccato che sia finita così                                     | Franco Migliacci                             | Udo Jürgens                            | Pierfilippi                                      |
| 1964  | Parliamo ancora                                                 | Franco Migliacci                             | Paul Anka                              | Paul Anka                                        |
| 1964  | Il tuo compleanno                                               | Franco Migliacci                             | Paul Anka                              | Paul Anka                                        |
| 1964  | Chissà cosa farà                                                | Franco Migliacci e Gianni Meccia             | Gianni Meccia                          | Gianni Morandi                                   |
| 1965  | Eh, brava!                                                      | Franco Migliacci                             | Paul Anka                              | Paul Anka                                        |
| 1965  | Il ballo della bussola                                          | Franco Migliacci                             | Bruno Zambrini e Enrico Ciacci         | Dino                                             |
| 1965  | Se non avessi più te                                            | Franco Migliacci                             | Luis Enriquez Bacalov e Bruno Zambrini | Gianni Morandi                                   |
| 1965  | I ragazzi dello shake                                           | Franco Migliacci                             | Bruno Zambrini e Luis Enríquez Bacalov | Gianni Morandi                                   |
| 1965  | Un Uomo Tanto Solo                                              | Franco Migliacci                             | Nelson                                 | Giancarlo Guardabassi                            |
| 1965  | L'amore gira                                                    | Franco Migliacci                             | Ennio Morricone                        | Rosy                                             |
| 1965  | Ti vedo uscire                                                  | Franco Migliacci                             | Bruno Zambrini e Luis Enriquez Bacalov | Donatella Moretti                                |
| 1965  | Torna Torna Torna                                               | Franco Migliacci                             | Bruno Zambrini e Luis Enriquez Bacalov | Giancarlo Guardabassi                            |
| 1965  | Plip                                                            | Franco Migliacci                             | Gian Claudio Mantovani e Gianni Meccia | Rita Pavone                                      |
| 1966  | Mi vedrai tornare                                               | Franco Migliacci                             | Bruno Zambrini e Luis Bacalov          | Gianni Morandi                                   |
| 1966  | La fisarmonica                                                  | Franco Migliacci                             | Bruno Zambrini e Luis Bacalov          | Gianni Morandi                                   |
| 1966  | Notte di ferragosto                                             | Franco Migliacci                             | Bruno Zambrini e Luis Bacalov          | Gianni Morandi                                   |
| 1966  | C'era un ragazzo che come me amava i Beatles e i Rolling Stones | Franco Migliacci                             | Mauro Lusini                           | Gianni Morandi                                   |
| 1966  | Se perdo anche te                                               | Franco Migliacci                             | Neil Diamond                           | Gianni Morandi                                   |
| 1966  | Chiaro di luna sul mare                                         | Franco Migliacci                             | Bruno Zambrini e Luis Bacalov          | Donatella Moretti                                |
| 1966  | Era più di un anno                                              | Franco Migliacci                             | Bruno Zambrini e Luis Bacalov          | Donatella Moretti                                |
| 1967  | Un mondo d'amore                                                | Franco Migliacci                             | Bruno Zambrini e Sante Maria Romitelli | Gianni Morandi                                   |
| 1967  | Questa vita cambierà                                            | Franco Migliacci                             | Bruno Zambrini e Luis Enriquez Bacalov | Gianni Morandi                                   |
| 1967  | Dammi la mano per ricominciare                                  | Franco Migliacci                             | Bruno Zambrini e Luis Enriquez Bacalov | Gianni Morandi                                   |
| 1967  | Mille e una notte                                               | Franco Migliacci                             | Bruno Zambrini e Luis Enriquez Bacalov | Gianni Morandi                                   |
| 1967  | Di riffe e di raffe                                             | Franco Migliacci                             | Bruno Zambrini e Luis Enriquez Bacalov | Paolo Poli e I "Cantori moderni" di Alessandroni |
| 1967  | Botolabò                                                        | Franco Migliacci                             | Bruno Zambrini e Luis Enriquez Bacalov | Gianni Morandi e Gianni Meccia                   |
| 1967  | Canzone del pinguino                                            | Franco Migliacci                             | Bruno Zambrini e Luis Enriquez Bacalov | Gianni Morandi e Franco Latini                   |
| 1967  | È dolce dare la buonanotte                                      | Franco Migliacci                             | Bruno Zambrini e Luis Enriquez Bacalov | Gianni Morandi                                   |
| 1967  | Mandalo giù                                                     | Franco Migliacci                             | Bruno Zambrini e Luis Enriquez Bacalov | Mina                                             |
| 1967  | Israel                                                          | Franco Migliacci                             | Bruno Zambrini e Ruggero Cini          | Gianni Morandi                                   |
| 1967  | Marianna del grand hotel                                        | Franco Migliacci                             | Piero Pintucci                         | Gianni Morandi                                   |
| 1968  | La bambola                                                      | Franco Migliacci                             | Bruno Zambrini e Ruggero Cini          | Patty Pravo                                      |
| 1968  | Chimera                                                         | Franco Migliacci                             | Bruno Zambrini                         | Gianni Morandi                                   |
| 1968  | Una sola verità                                                 | Franco Migliacci                             | Bruno Zambrini e Mauro Lusini          | Gianni Morandi                                   |
| 1969  | Ma che freddo fa                                                | Franco Migliacci                             | Claudio Mattone                        | Nada e The Rokes                                 |
| 1969  | Il gioco dell'amore                                             | Franco Migliacci                             | Ivo Callegari                          | Caterina Caselli e Johnny Dorelli                |
| 1969  | Bada bambina                                                    | Franco Migliacci                             | Bruno Zambrini                         | Little Tony e Mario Zelinotti                    |
| 1970  | Tutt'al più                                                     | Franco Migliacci                             | Piero Pintucci                         | Patty Pravo                                      |
| 1970  | Che male fa la gelosia                                          | Franco Migliacci                             | Claudio Mattone                        | Nada                                             |
| 1970  | Colpa dell'amore                                                | Franco Migliacci                             | Piero Pintucci                         | Nada                                             |
| 1971  | Il cuore è uno zingaro                                          | Franco Migliacci                             | Claudio Mattone                        | Nada e Nicola Di Bari                            |
| 1971  | Che sarà                                                        | Franco Migliacci e Jimmy Fontana             | Carlo Pes                              | José Feliciano e i Ricchi e poveri               |
| 1971  | Tredici ragioni                                                 | Franco Migliacci e Franco Evangelisti        | Claudio Mattone                        | Marisa Sacchetto                                 |
| 1971  | Per via aerea                                                   | Franco Migliacci e Jimmy Fontana             | Carlo Pes e Claudio Mattone            | Jimmy Fontana                                    |
| 1972  | Credo                                                           | Franco Migliacci                             | Claudio Mattone                        | Mia Martini                                      |
| 1973  | Piano piano, dolce dolce                                        | Franco Migliacci                             | Claudio Mattone                        | Peppino di Capri                                 |
| 1974  | Il matto del villaggio                                          | Franco Migliacci                             | Claudio Mattone e Piero Pintucci       | Nicola Di Bari                                   |
| 1975  | Sospetto                                                        | Franco Migliacci                             | Claudio Mattone                        | Rita Forte                                       |
| 1975  | Come mia madre no                                               | Franco Migliacci                             | Claudio Mattone                        | Rita Forte                                       |
| 1976  | E zitto zitto                                                   | Franco Migliacci                             | Claudio Mattone                        | Rita Pavone                                      |
| 1977  | Ma volendo                                                      | Franco Migliacci                             | Claudio Mattone                        | Rita Pavone                                      |
| 1978  | Pelle di serpente                                               | Franco Migliacci                             | Claudio Mattone                        | Anna Oxa                                         |
| 1978  | Heidi                                                           | Franco Migliacci                             | Christian Bruhn                        | Elisabetta Viviani                               |
| 1979  | Il grande Mazinger                                              | Franco Migliacci                             | Massimo Cantini                        | Superobots                                       |
| 1981  | Ancora                                                          | Franco Migliacci                             | Claudio Mattone                        | Eduardo De Crescenzo                             |
| 1981  | Lupin (fisarmonica)                                             | Franco Migliacci                             | Franco Micalizzi                       | Castellina Pasi                                  |
| 1981  | Blue Noah                                                       | Franco Migliacci                             | Superobots                             | Superobots                                       |
| 1981  | Gran Prix e il campionissimo                                    | Franco Migliacci                             | Vito Tommaso                           | Superobots                                       |
| 1981  | Daltanius                                                       | Franco Migliacci                             | Vito Tommaso e Alessandro Centofanti   | Superobots                                       |
| 1981  | PIù forte di me                                                 |                                              |                                        | Jairo                                            |
| 1981  | Beguine                                                         | Franco Migliacci                             | Jimmy Fontana                          |                                                  |
| 1982  | Che Paura mi fa                                                 | Franco Migliacci                             | Mauro Goldsand e Aldo Tamborrelli      | I Mostriciattoli                                 |
| 1982  | Chobin                                                          | Franco Migliacci                             | Mauro Goldsand e Aldo Tamborrelli      | Il Mago, la Fata e la Zucca Bacata               |
| 1982  | Superboy Shadaw                                                 | Franco Migliacci                             | Mauro Goldsand e Aldo Tamborrelli      | Il Mago, la Fata e la Zucca Bacata               |
| 1982  | Fan Bernardo                                                    | Franco Migliacci                             | Mauro Goldsand e Aldo Tamborrelli      | Il Mago, la Fata e la Zucca Bacata               |
| 1982  | Minutino                                                        | Franco Migliacci                             | Mauro Goldsand e Aldo Tamborrelli      | Il Mago, la Fata e la Zucca Bacata               |
| 1983  | Carletto e i mostri                                             | Franco Migliacci                             |                                        | I Mostriciattoli                                 |
| 1983  | Mr. baseball                                                    | Franco Migliacci                             | Mauro Goldsand e Aldo Tamborrelli      | Happy Gang                                       |
| 1985  | Uno su Mille                                                    | Franco Migliacci                             | Roberto Fia                            | Gianni Morandi                                   |
| 1985  | No east, No west                                                | Scialpi                                      | Thoty e Franco Migliacci               | Scialpi                                          |
| 1985  | Menù                                                            | Franco Migliacci                             | Bruno Zambrini                         | Patty Pravo                                      |
| 1986  | Bella età                                                       |                                              |                                        | Scialpi                                          |
| 1988  | Pregherei                                                       | Franco Migliacci Scarlett                    | Scialpi                                | Scialpi e Scarlett                               |
| 1991  | Forte più forte                                                 |                                              |                                        | Iva Zanicchi                                     |
| 1992  | L'uomo allo specchio                                            |                                              |                                        | Massimo Modugno                                  |
| 1993  | Delfini (Sai che c'è)                                           | Luigi Lopez                                  | Franco Migliacci                       | Massimo Modugno e Domenico Modugno               |
| 1993  | Caldo caldo caldo                                               | Franco Migliacci                             | Ernesto Migliacci                      | Laura Migliacci e Roberta Carrano                |
| 1994  | Il tic ( il ballo dei matti)                                    | Ernesto Migliacci                            | Franco Migliacci                       | Laura Migliacci e Roberta Carrano                |
| 1994  | T'appartengo                                                    | Franco Migliacci, Ernesto Migliacci e Assolo | Ernesto Migliacci, S.Acqua             | Ambra Angiolini                                  |
| 1995  | Più di così                                                     | Fabrizio Carreresi, Franco Migliacci         | Luca Bechelli e Luca Goldsands         | Antonella Arancio                                |
| 1996  | Sarò bellissima                                                 | Franco Migliacci, Stefano Cenci              | Frattini, Silvi                        | Adriana Ruocco                                   |
| 1996  | Manchi tu                                                       | Franco Migliacci                             | Claudio Mattone                        | Syria                                            |
| 1996  | Mani nuove                                                      |                                              |                                        | Stefano Zarfati                                  |
| 1997  | Uguali uguali                                                   | Franco Migliacci e Assolo                    | Ernesto Migliacci e Roberto Zappalorto | Adriana Ruocco                                   |
| 2009  | Il mare nelle vene                                              | Franco Migliacci                             | Fabrizio Ronco                         | Giuliana Dansè                                   |
| 2009  | Grazie a te                                                     | Franco Migliacci                             | Ernesto migliacci                      | Marco Carta                                      |
| 2010  | Mamma che buon profumino                                        | Franco Migliacci                             |                                        | sigla della trasmissione La prova del cuoco      |
| 2011  | L'Italia è patria, è libertà                                    | Mariella Nava                                | Franco Migliacci                       | Brano per i 150 anni dell'unità d'Italia         |

## Source de traduction
- (en) Cet article est partiellement ou en totalité issu de l’article de Wikipédia en anglais intitulé « Franco Migliacci » (voir la liste des auteurs).

- (it) Cet article est partiellement ou en totalité issu de l’article de Wikipédia en italien intitulé « Franco Migliacci » (voir la liste des auteurs).